# Boyfriends
Pour plus de détails, voir Fiche technique et Distribution.
Boyfriends est un film anglais indépendant réalisé par Tom Hunsinger et Neil Hunter de 1996, distribué le 14 février 1997.

## Synopsis
Les trentenaires Paul, Matt et Will sont amis depuis des années. Ils décident de partir ensemble en week-end à la campagne. Paul amène son ami Ben, bien que leur relation de cinq ans soit houleuse, à cause du traumatisme enduré par Paul depuis la mort de son frère Mark malade du sida; Matt amène Owen, avec qui il a l'intention de vivre une longue histoire, malgré le caractère colérique d'Owen qui n'est pas prêt à une relation stable; quant à Will, il amène Adam, qui n'a que vingt ans et dont il vient à peine de faire la connaissance la veille. L'ancien amant de Mark arrive aussi pour se sentir proche. Le film raconte l'histoire de ces sept jeunes hommes homosexuels.

## Fiche technique
- Titre : Boyfriends
- Réalisation : Tom Hunsinger et Neil Hunter
- Scénario : Neil Hunter et Tom Hunsinger
- Photographie : Richard Tisdall
- Montage : John Trumper
- Production : Tom Hunsinger et Neil Hunter
- Société de production : Essex Features
- Pays :  Royaume-Uni
- Genre : Comédie
- Durée : 81 minutes
- Dates de sortie : 
  -  États-Unis : 13 novembre 1996 (Reeling Chicago Gay Lesbian Film Festival)

## Distribution
- James Dreyfus : Paul
- Mark Sands : Ben
- Andrew Ableson : Owen
- Michael Urwin : Matt
- David Coffey : Will
- Darren Petrucci : Adam
- Michael McGrath : James
- Russell Higgs : Mark

## Récompense
Prix du meilleur film au Festival du film gay et lesbien de Turin en 1996.